# 法默斯维尔 (纽约州)
法默斯维尔（英語：Farmersville）是位于美国纽约州卡特罗格斯县的一个镇，地处卡特罗格斯县东北部。2010年美国人口普查时，该镇有1090人。最初的定居者于1805年左右到达此地。1821年，法默斯维尔镇正式建立。